# Unità di conto
Un'unità di conto è un'unità numerica standard per la misura del valore di mercato di beni e servizi.
In assenza di un'unità di conto (dalla notevole diffusione) non è facile indicare i rapporti di scambio tra i diversi beni in un certo mercato; in termini semplici, non ci sarebbero tanti prezzi di mercato quanti sono i beni, ma ogni singolo bene avrebbe tanti "prezzi" quanti sono gli altri beni presenti nel mercato (in quanto dovremmo esprimere il "prezzo" di un dato bene in termini di ciascuno degli altri beni).
Consideriamo un esempio. Esiste nel mercato un'equivalenza di scambio (prevalente) tra 1 patata, 3 cipolle, 6 pere e 12 mele.
Nel mercato tali relazioni di scambio saranno così presumibilmente indicate (volendo dare indicazioni chiare agli acquirenti):
- 1 cipolla = 4 mele;
- 1 cipolla = 1/3 di patata;
- 1 cipolla = 2 pere;
- 1 mela = 1/4 di cipolla;
- 1 mela = 1/12 di patata;
- 1 mela = 1/2 pera;
- 1 patata = 3 cipolle;
- 1 patata = 12 mele;
- 1 patata = 6 pere;
- 1 pera = 1/2 di cipolla;
- 1 pera = 2 mele;
- 1 pera = 1/6 di patata.

Saranno cioè presenti 12 "prezzi" e non 4 (come invece accade nelle economie moderne, dove tutti i prezzi sono espressi in termini di una certa valuta, che agisce pertanto come unità di conto).
Anche se volessimo limitare l'informazione ai soli "rapporti di scambio", avremmo un numero di dati pari a 6, comunque maggiore di 4: 
- 1 cipolla = 4 mele (equivalente a: 1 mela = 1/4 di cipolla);
- 1 cipolla = 1/3 di patata (equivalente a: 1 patata = 3 cipolle);
- 1 cipolla = 2 pere (equivalente a: 1 pera = 1/2 di cipolla);
- 1 mela = 1/12 di patata (equivalente a: 1 patata = 12 mele);
- 1 mela = 1/2 pera (equivalente a: 1 pera = 2 mele);
- 1 patata = 6 pere (equivalente a: 1 pera = 1/6 di patata).

La quantità di informazione potrebbe essere comunque ridotta, indicando soltanto alcuni rapporti di scambio e lasciando all'acquirente il compito di effettuare le eventuali necessarie conversioni; in tal caso però la semplificazione quantitativa delle informazioni non si tradurrebbe certo in un miglioramento qualitativo dell'informazione.
Usiamo adesso una formulazione matematica per formalizzare quanto visto nell'esempio e valutare in quali circostanze la presenza di un'unità di conto semplifica l'informazione presente nel mercato.
Dati n beni, per ciascun bene avremo un numero di "prezzi" pari a:
{\displaystyle n-1}
Il totale dei "prezzi" sarà quindi:
{\displaystyle n(n-1)}
Considerando solo i rapporti di scambio avremo un numero di rapporti di scambio pari a:
{\displaystyle {\frac {n(n-1)}{2}}}
Scegliendo uno degli n beni come unità di conto avremmo invece un numero totale di "prezzi" pari a:
{\displaystyle n-1}
L'uso di un'unità di conto semplifica l'informazione disponibile quando n è tale che:
{\displaystyle {\frac {n(n-1)}{2}}>n-1}
La soluzione della disequazione è la seguente:
{\displaystyle n>2}
Ovvero la presenza di un'unità di conto (un bene scelto per tale fine) permette sempre di ridurre l'informazione necessaria per gli scambi (se il bene nel mercato fosse soltanto 1 non si porrebbe neanche il problema dello scambio, se invece i beni di mercato fossero solo 2 sarebbe indifferente avere o non avere un'unità di conto; in ogni caso, anche in un'economia primitiva con pochi beni un'unità di conto sarebbe utile, perché anche con soli 100 beni la differenza sarebbe notevole: 99 "prezzi" contro 4450 rapporti di scambio).
Si ha quindi un miglioramento quantitativo e qualitativo dell'informazione grazie all'uso di un'unità di conto (poche informazioni, ma facili da comprendere); tale miglioramento informativo è importante perché l'assenza di problemi informativi favorisce lo sviluppo degli scambi.
Non necessariamente un'unità di conto deve essere anche moneta (nel senso di strumento di pagamento), ma è ovvio che l'affermazione di una certa unità di conto è avvenuta nella maggior parte dei casi in corrispondenza della diffusione di un certo strumento di pagamento (favorendone a maggior ragione lo sviluppo): ciò che si è diffuso come strumento di pagamento si è affermato anche come unità di misura dei beni al momento dello scambio (ovvero come strumento di paragone tra beni eterogenei).
L'uso di unità di conto che non svolgono la funzione di mezzi di pagamento è molto limitato, e in genere si tratta di unità di conto che si affiancano a quell'unità di conto prevalente che svolge anche la funzione di strumento di pagamento; esempio tipico di unità di conto che non svolge funzione di strumento di pagamento è l'ECU.
L'utilità economica di un'unità di conto non si esaurisce tuttavia nella semplificazione dei prezzi (e quindi degli scambi): un'unità di conto permette in generale di esprimere la ricchezza reale (in beni eterogenei) dei diversi soggetti (o dello stesso soggetto in istanti diversi di tempo) in maniera omogenea e confrontabile.